# Heterusia rosgala
Heterusia rosgala är en fjärilsart som beskrevs av Thierry-mieg 1896. Heterusia rosgala ingår i släktet Heterusia och familjen mätare. Inga underarter finns listade i Catalogue of Life.